# Corytophanidae
Los coritofánidos (Corytophanidae) son una familia de reptiles escamosos del grupo de los lagartos. Presentan típicamente crestas delanteras en forma de casco, las cuales son caracteres sexualmente dimórficos en las especies del género Basiliscus, ya que sólo los machos las desarrollan, mientras que en las especies de Corytophanes y Laemanctus se encuentran presentes tanto en machos como en hembras.

## Clasificación
Hay 9 especies conocidas de coritofánidos divididas en 3 géneros:
- Género Basiliscus Laurenti, 1768
- Género Corytophanes Boie, 1826
- Género Laemanctus Wiegmann, 1834